# Swagger Jagger
Swagger Jagger é o single de estréia da cantora inglesa, Cher Lloyd, intitulado Sticks + Stones. A canção foi lançada em 29 de julho de 2011, servindo como o primeiro single do disco.

## Antecedentes
"Swagger Jagger" recebeu o airplay primeira vez em 20 de junho de 2011. O single vazou na internet em 15 de Junho, mas esta versão foi mais tarde confirmada, pois somente a demonstração da pista em Lloyd o Twitter conta.
Lloyd cantou a música no T4 on the Beach e também se apresentou na Festa Leeds FM Aire no Parque e 103 chaves vive Manchester, tanto no dia de lançamento de seu single de estréia e no 18 de agosto de 2011 Kerry Katona entrou no Celebrity Big Brother Casa para uma versão editada da música Lloyd.

## Desempenho gráfico
"Swagger Jagger" estreou no número dois na Irlanda sobre a questão de 4 de agosto de 2011. No Reino Unido, a canção estreou no número um sobre a questão datada de 13 de agosto de 2011. Em 16 de dezembro de 2011, o vendas de singles superou 200.000 cópias no Reino Unido, ou seja, a única receberá uma certificação de prata pela Indústria Fonográfica Britânica.
O single estreou no número 79 no Top 100 mega single gráfico na Holanda. Depois de uma performance da música nas semifinais de So You Think You Can Dance a música re-entrou no gráfico aos 60.

## Paradas musicais
| Paradas (2011)                                | Melhor posição |
| --------------------------------------------- | -------------- |
| Bélgica (Ultratop 50 de Flandres)             | 43             |
| Escócia - (Scottish Singles and Albums Chart) | 1              |
| Irlanda - (IRMA)                              | 5              |
| Japão - (IRMA)                                | 2              |
| Países Baixos (Single Top 100)                | 60             |
| Reino Unido - (UK Singles Charts)             | 1              |